# Władysław Bukowiński
Władysław Bukowiński (22 décembre 1904 - 3 décembre 1974), est un prêtre polonais et soviétique qui fut missionnaire dans les pays de l'Asie soviétique, en particulier au Kazakhstan. Il a été reconnu bienheureux par l'Église catholique en 2016.

## Biographie
Władysław Bukowiński est né le 22 décembre 1904 à Berdytchev dans l'Empire russe, dans une famille de la minorité polonaise catholique. Il est baptisé le 26 décembre suivant en l'église paroissiale Sainte-Barbe sous les noms de Wladyslaw Antoine. Son père Cyprien (1874-1952) est ingénieur agronome et travaille comme directeur de fabriques de sucre appartenant à la Communauté de Kiev, puis plus tard dirige les domaines agricoles du comte Potocki à Krzeszowice et ses environs. Sa mère (morte en 1918), née Hedwige Scipio del Campo, descend d'une famille de la noblesse aux lointaines racines italiennes et installée en Pologne depuis le XVIe siècle. Cyprien Bukowinski épouse en secondes noces la sœur de son épouse défunte, née Victoria Scipio del Campo.
Le jeune Władysław passe ses premières années dans la propriété familiale de Grybenikovka près de Ploskirov. En 1912-1913, il demeure à Opatów, près de Sandomir. En 1914, il entre au lycée russe de Kiev, puis à Jmerynka en Podolie (à cause de la guerre). En 1917, il entre au lycée polonais de Ploskirov. En 1920, deux ans après la mort de sa mère, la famille, de peur de la répression bolchévique, s'enfuit en Pologne (nouvellement indépendante). Il passe son baccalauréat à Cracovie et commence à étudier le droit à l'université Jagellonne. En même temps, il suit des cours à l'Institut d'études politiques de cette même université qu'il termine brillamment. En 1925-1926, il collabore à la rédaction du journal Czas et termine la faculté de droit le 24 juin 1926 par une maîtrise avec le droit de passer une thèse. Mais c'est alors qu'il décide d'entrer au séminaire de Cracovie.
Ordonné prêtre le 28 juin 1931 par le cardinal Sapieha, il consacre d'abord son apostolat auprès des jeunes, notamment en enseignant le catéchisme dans diverses paroisses du diocèse de Cracovie. Il devient alors fameux auprès de ses paroissiens pour son calme et son intelligence. Après le déclenchement de la Seconde Guerre mondiale, il est arrêté par le NKVD et emprisonné en 1940. Il échappe alors de peu à la mort. Dès lors, il se consacre au service du diocèse de Loutsk. Dans un contexte social marqué par la guerre et les régimes totalitaires, Władysław Bukowiński ne cesse de propager l'Évangile partout où il peut, à travers cette population misérablement atteinte humainement et spirituellement. 
Il est arrêté une seconde fois en 1945, et condamné à dix ans de travaux forcés au goulag. Là, il y continue son apostolat, soutenant les prisonniers et leur apportant du réconfort spirituel. Libéré en 1954, il commence un apostolat de plus de vingt ans au Kazakhstan soviétique, où se trouvaient entre autres une nombreuse population déportée d'origine allemande et d'origine polonaise. Animé d'un esprit missionnaire, il parcourt les villes et les villages, même les plus reculés, pour aller à la rencontre de ces exilés déchristianisés par le régime athée soviétique. Devant l'énormité de la tâche, il ne recule devant rien, et comme il le dira lui-même, il « faisait confiance en la Providence ». Son travail pastoral lui vaut d'être considéré comme le pionnier des œuvres missionnaires en Asie soviétique.
Władysław Bukowiński meurt le 3 décembre 1974 à Karaganda en République socialiste soviétique du Kazakhstan (URSS).

## Béatification
- 2006 : ouverture de la cause en béatification et canonisation.
- 22 janvier 2015 : le pape François lui attribue le titre de vénérable.
- 14 décembre 2015 : le pape reconnaît l'authenticité d'un miracle dû à son intercession et signe le décret de béatification.
- 11 septembre 2016 : béatification célébrée dans la cathédrale Notre-Dame de Fatima de Karaganda par le cardinal Angelo Amato, représentant du Saint-Père

Sa fête liturgique est fixée au 3 décembre.